# 게리 올드먼
게리 레너드 올드먼 경(영어: Sir Gary Leonard Oldman, 1958년 3월 21일 ~ )은 잉글랜드의 배우이자 영화 제작자, 음악가이다. 올드먼은 자신이 출연한 영화에서의 열정적인 연기로, 두 번의 미국 아카데미상, 세 번의 영국 아카데미 영화상(BAFTA), 두 번의 골든 글로브상, 미국 배우 조합상과 에미상,  칸 영화제 황금종려상 후보 지명을 포함한 수 많은 시상식에서 수상의 쾌거를 이뤄냈다. 2011년, 엠파이어독자들은 그를 엠파이어 아이콘 어워드 수상자로 선정하였다.
올드먼 1979년 무대에 서기 시작했으며, 1983년에 텔레비전 영화 《민타임》으로 첫 주연 역할을 시작했다. 그는 런던의 로얄 코트 극장에서 공연하고, 극장 셰익스피어의 일원이었던 그는 《The Massacre at Paris》(1980), 《Entertaining Mr Sloane》(1983), 《Saved》(1983), 《The Country Wife》(1987)와 《Hamlet》(1987) 등을 포함한 작품에 출연하며 성공적인 연극 경력을 계속 이어 갔다. 올드먼은 시드 비셔스를 연기한 영화 《시드와 낸시》(1986)와《귀를 기울여》에서는 조 오르톤을 연기했고, 영화 평론가 로저 에버트는 그를 "가장 젊은 영국 배우"라고 묘사했다. 올드먼은 팀 로스와 함께 1980년대 브릿 팩(Brit Pack) 배우 중 한명으로 축구 영화 《더 펌》(1989)과 타이틀롤을 맡은 영화 《로젠크란츠와 길덴스턴은 죽었다》(1990)에 주연으로 출연했다. 그는 1990년대 초반에 《헬스 키친》(1990, 《JFK》(1991), 《드라큐라》의 조연 역할로 점차 유명세를 얻기 시작했다. 올드먼은 이후 《트루 로맨스》(1993), 《제5원소》《에어 포스 원》(1997)에 출연하였고, 《레옹》에서 그가 연기한 노먼 스탠스필드는 역대 가장 위대한 악당 중 한 명으로 선정되었다. 그는 한편 《불멸의 연인》(1994)에서 연기한 루드윅 반 베토벤에 대한 찬사를 받았다. 2000년대에 들어 올드먼은 해리포터 시리즈의 시리우스 블랙, 다트 나이트 3부작에서 짐 고든, 《쿵푸 팬더 2》(2011), 조지 스마일리를 연기한 《팅커 테일러 솔저 스파이》, 《혹성탈출: 반격의 서막》(2014)과 미국 아카데미상을 수상한 《다키스트 아워》(2017)의 윈스턴 처칠 역할 등으로 그는 국제적 명성을 가진 동시에, 자신만의 고전적인 연기 스타일을 가진 배우로 인정 받았다. 또한 드라마 영화 《다키스트 아워》에서 그의 연기는 비평가들의 찬사를 받아 미국 배우 조합상, 골든 글로브상과 영국 아카데미 영화상(BAFTA), 미국 아카데미상 최우수 남우주연상을 수상했다.

## 출연 작품

### 영화
| 년도 | 제목                                                                        | 역할                          | 참고                                    |
| ---- | --------------------------------------------------------------------------- | ----------------------------- | --------------------------------------- |
| 1982 | 리멤브런스 Remembrance                                                      | 다니엘                        |                                         |
| 1986 | 시드와 낸시 Sid and Nancy                                                   | 시드 비셔스                   |                                         |
| 1987 | 귀를 기울여 Prick Up Your Ears                                              | 조 오르톤                     |                                         |
| 1988 | 트랙 29 Track 29                                                            | 마틴                          |                                         |
| 1988 | 위 씽크 더 월드 오브 유 We Think the World of You                           | 조니                          |                                         |
| 1989 | 크리미날 로 Criminal Law                                                    | 벤 체이스                     |                                         |
| 1989 | 체터후치 Chattahoochee                                                      | 애밋 폴리                     |                                         |
| 1990 | 로젠크란츠와 길덴스턴은 죽었다 Rosencrantz & Guildenstern Are Dead          | 로젠크란츠                    |                                         |
| 1990 | 헬스 키친 State of Grace                                                    | 재키 플래너리                 |                                         |
| 1990 | 헨리 & 준 Henry & June                                                      | 팝                            | 크레딧에는 '모리스 레스까르고'로 올라감 |
| 1991 | JFK                                                                         | 리 하비 오스왈드              |                                         |
| 1992 | 드라큐라 Bram Stoker's Dracula                                              | 카운트 드라큐라               |                                         |
| 1993 | 트루 로맨스 True Romance                                                    | 드렉슬 스파이비               |                                         |
| 1993 | 로미오 이즈 블리딩 Romeo Is Bleeding                                        | 잭 그리몰디                   |                                         |
| 1994 | 레옹 Léon: The Professional                                                 | 노먼 스탠스필드               |                                         |
| 1994 | 불멸의 연인 Immortal Beloved                                                | 루드윅 반 베토벤              |                                         |
| 1995 | 일급 살인 Murder in the First                                               | 밀튼 글렌                     |                                         |
| 1995 | 주홍 글씨 The Scarlet Letter                                                | 목사. 아서 딤즈데일           |                                         |
| 1996 | 바스키아 Basquiat                                                           | 알버트 마일로                 |                                         |
| 1997 | 제5원소 The Fifth Element                                                   | 장 바티스트 엠마누엘 조그     |                                         |
| 1997 | 에어 포스 원 Air Force One                                                  | 이반 코슈노브/발레라          |                                         |
| 1997 | 닐 바이 마우스 Nil by Mouth                                                 | 빈칸                          | 각본, 감독과 프로듀서 참여              |
| 1998 | 로스트 인 스페이스 Lost in Space                                            | Dr. 스파이더 스미스           |                                         |
| 1998 | 매직 스워드 Quest for Camelot                                               | 루버 경                       | 목소리 출연                             |
| 2000 | 더 컨텐더 The Contender                                                     | 쉴든 러니언 대리인            | 또한 총괄 프로듀서                      |
| 2001 | Nobody's Baby                                                               | 버포드 힐                     | 또한 프로듀서                           |
| 2001 | 한니발 Hannibal                                                             | 메이슨 베르거                 | 크레딧에 안올라감                       |
| 2002 | 인터스테이트 60 Interstate 60                                               | O. W. 그랜트                  |                                         |
| 2002 | BMW 단편 프로젝트 - 비트 더 데블 The Hire: Beat the Devil                   | 더 데블                       | 단편 영화                               |
| 2003 | 팁 토즈 Tiptoes                                                             | 롤페                          |                                         |
| 2003 | 신 Sin                                                                      | 찰리 스톰                     |                                         |
| 2004 | 해리 포터와 아즈카반의 죄수 Harry Potter and the Prisoner of Azkaban        | 시리우스 블랙                 |                                         |
| 2004 | Who's Kyle?                                                                 | 스코우스                      | 단편 영화                               |
| 2005 | 배트맨 비긴즈 Batman Begins                                                 | 짐 고든                       |                                         |
| 2005 | 해리 포터와 불의 잔 Harry Potter and the Goblet of Fire                     | 시리우스 블랙                 |                                         |
| 2005 | 데드 피쉬 Dead Fish                                                         | 린치                          |                                         |
| 2006 | 백우즈 The Backwoods                                                        | 파울                          |                                         |
| 2007 | 해리 포터와 불사조 기사단 Harry Potter and the Order of the Phoenix         | 시리우스 블랙                 |                                         |
| 2008 | 다크 나이트 The Dark Knight                                                 | 짐 고든                       |                                         |
| 2009 | 더 언본 The Unborn                                                          | 래비 조셉 센다크              |                                         |
| 2009 | 레인 폴 Rain Fall                                                           | 윌리엄 홀저                   |                                         |
| 2009 | 크리스마스 캐롤 A Christmas Carol                                           | 티니 팀/밥 크라칫/제이콥 말리 |                                         |
| 2009 | 플래닛 51 Planet 51                                                         | 그롤 장군                     | 목소리 출연                             |
| 2010 | 일라이 The Book of Eli                                                      | 카네기                        |                                         |
| 2010 | 카운트다운 투 제로 Countdown to Zero                                        | 내레이션                      | 목소리 출연                             |
| 2010 | One Night in Turin                                                          | 내레이션                      | 목소리 출연, 다큐멘터리 영화            |
| 2011 | 레드 라이딩 후드 Red Riding Hood                                            | 솔로몬 신부                   |                                         |
| 2011 | 쿵푸 팬더 2 Kung Fu Panda 2                                                 | 로드 쉔                       | 목소리 출연, 애니메이션 영화            |
| 2011 | 해리 포터와 죽음의 성물 - 2부 Harry Potter and the Deathly Hallows – Part 2 | 시리우스 블랙                 |                                         |
| 2011 | 팅커 테일러 솔저 스파이 Tinker Tailor Soldier Spy                           | 조지 스마일리                 |                                         |
| 2011 | 건즈, 걸즈, 앤 갬블링 Guns, Girls and Gambling                              | 엘비스                        |                                         |
| 2012 | 다크 나이트 라이즈 The Dark Knight Rises                                    | 짐 고든                       |                                         |
| 2012 | 로우리스: 나쁜 영웅들 Lawless                                               | 플로이드 배너                 |                                         |
| 2013 | 파라노이아 Paranoia                                                         | 니콜라스 와이어트             |                                         |
| 2014 | 로보캅 RoboCop                                                              | Dr. 로버트 노턴               |                                         |
| 2014 | 혹성탈출: 반격의 서막 Dawn of the Planet of the Apes                        | 드레퓌스                      |                                         |
| 2015 | 차일드 44 Child 44                                                          | 티무르 네스토로브             |                                         |
| 2016 | 맨 다운 Man Down                                                            | 페이톤 대령                   |                                         |
| 2016 | 크리미널 Criminal                                                           | 퀘이커 웰스                   |                                         |
| 2017 | 스페이스 비트윈 어스 The Space Between Us                                   | 나타니엘 셰퍼드               |                                         |
| 2017 | 킬러의 보디가드 The Hitman's Bodyguard                                      | 블라디슬라브 두코비치         |                                         |
| 2017 | 다키스트 아워 Darkest Hour                                                  | 윈스턴 처칠                   |                                         |
| 2018 | 타우 Tau                                                                    | 타우                          |                                         |
| 2018 | 헌터 킬러 Hunter Killer                                                     | 브래드 크래우포드 중령        |                                         |
| 2019 | 매리 Mary                                                                   | 데이비드                      |                                         |
| 2019 | 시크릿 세탁소 The Laundromat                                                | 유르겐 모색                   |                                         |
| 2019 | 킬러 스쿼드 Killers Anonymous                                               | 그 남자                       |                                         |
| 2019 | 더 커리어 The Courier                                                       | 에제키엘 매닝스               |                                         |
| 2020 | 우먼 인 윈도 The Woman in the Window                                        | 앨리스테어 러셀               | 후반작업                                |
| 2020 | 드림랜드 Dreamland                                                          | 타이론 브로워 박사            | 후반작업                                |
| 2020 | 맹크 Mank                                                                   | 허먼 J. 맨키비츠              | 촬영중                                  |
| 2021 | 크라이시스 Crisis                                                           |                               |                                         |
| 2021 | 킬러의 보디가드 2 Hitman's Bodyguard 2                                      | 블라디슬라브 두코비치         |                                         |
| 2024 | 파르테노페 Parthenope                                                       |                               |                                         |

### 텔레비전
| 연도 | 제목                                               | 배역               | 비고                                                   |
| ---- | -------------------------------------------------- | ------------------ | ------------------------------------------------------ |
| 1983 | 민타임 Meantime                                    | 콕시               | 텔레비전 영화                                          |
| 1984 | 드라마라마 Dramarama                               | 벤                 | 에피소드: "On Your Tod"                                |
| 1984 | 모건스 보이 Morgan's Boy                           | 콜린               | 4 에피소드                                             |
| 1985 | 썸머 시즌 Summer Season                            | 게리               | 에피소드: "Rachel and the Roarettes"                   |
| 1986 | 허니스트, 디센트 앤드 트류 Honest, Decent and True | 데렉 베이츠        | 텔레비전 영화                                          |
| 1989 | 더 필름 The Firm                                   | 클리브 "벡스" 비셀 | 텔레비전 영화                                          |
| 1989 | 놋츠 랜딩 Knots Landing                            | 돈 로스            | 에피소드: "Close Call"                                 |
| 1991 | 헤딩 홈 Heading Home                               | 이안 타이슨        | 텔레비전 영화                                          |
| 1993 | 폴링 엔젤스 Fallen Angels                          | 팻 케일리          | 에피소드: "Dead End for Delia"                         |
| 1999 | 트레이시 테이크 온 Tracey Takes On...              | 헤어드레서         | 에피소드: "Hair"                                       |
| 1999 | 지저스 Jesus                                       | 판티어스 파일러트  | 텔레비전 영화                                          |
| 2001 | 프렌즈 Friends                                     | 리차드 크로스비    | 에피소드: "The One with Monica and Chandler's Wedding" |
| 2002 | 그레그 더 버니 Greg the Bunny                      | 자신               | 에피소드: "Piddler on the Roof"                        |

### 웹예능
| 연도 | 제목                                                                                     | 배역 | 비고 |
| ---- | ---------------------------------------------------------------------------------------- | ---- | ---- |
| 2022 | 해리포터 20주년 기념: 리턴 투 호그와트 Harry Potter 20th Anniversary: Return to Hogwarts |      | 예능 |

### 비디오 게임
| 연도 | 제목                                    | 배역                                          | 비고                    |
| ---- | --------------------------------------- | --------------------------------------------- | ----------------------- |
| 1993 | Bram Stoker's Dracula                   | Count Dracula                                 | 목소리 출연 핀볼 게임   |
| 1998 | The Fifth Element                       | Jean-Baptiste Emmanuel Zorg                   | 목소리 출연             |
| 2003 | Medal of Honor: Allied Assault          | Sgt. Jack Barnes                              | 목소리 출연             |
| 2003 | True Crime: Streets of LA               | Rasputin "Rocky" Kuznetskov / Agent Masterson | 목소리 출연             |
| 2006 | The Legend of Spyro: A New Beginning    | Ignitus                                       | 목소리 출연             |
| 2007 | The Legend of Spyro: The Eternal Night  | Ignitus                                       | 목소리 출연             |
| 2008 | The Legend of Spyro: Dawn of the Dragon | Ignitus                                       | 목소리 출연             |
| 2008 | Call of Duty: World at War              | Sgt. Viktor Reznov                            | 목소리 출연             |
| 2010 | Call of Duty: Black Ops                 | Vikor Reznov / Dr. Clarke                     | 목소리 출연             |
| 2015 | Lego Dimensions                         | Lord Vortech                                  | 목소리 출연             |
| 2018 | Squadron 42                             | Admiral Bishop                                | 목소리 출연 & 모션 캡처 |